# 烏崔普卡卡薩山
13°33′18″S 74°29′19″W / 13.55500°S 74.48861°W
烏崔普卡卡薩山（Huch'uy Puka Q'asa），是秘魯的山峰，位於該國中南部阿亞庫喬大區，由坎加約省的托托斯區負責管轄，屬於安地斯山脈的一部分，海拔高度4,400米。